# Airidh na h-aon Oidche
 Das Kammergrab (englisch Chambered cairn) von Airidh na h-aon Oidche liegt in Balivanich (schottisch-gälisch Baile a Mhanaich) im Zentrum der Hebrideninsel Benbecula in Schottland.
Airidh na h-aon Oidche ist ein ovaler Cairn von etwa 17,1 mal 14,1 m, der in der nördlichen Hälfte noch bis zu 3,3 hoch ist. Ein niedriger Teil im Südwesten erstreckt sich über die Länge von weiteren etwa 19,0 Metern, was dem Monument eine Gesamtlänge von 34,5 Metern verleiht. Steinmaterial erstreckt sich auch über weitere 4,5 m am steilen Nordostrand des Cairns. Die Fundamente einer kleinen Kammer aus Trockenmauerwerk mit einem Durchmesser von etwa 3,0 m befinden sich am Übergang zum Haupthügel. Der Zugang scheint im Westen gelegen zu haben. In dem Gewirr von Steinen sind zwei radial vom Hügel ausgehende Wände zu erkennen. Da sie keine Beziehung zur Achse des Cairns haben, könnten sie die Innenseiten eines Hörnerpaares sein. In und um den Steinhaufen wurden mehrere Shielings eingebaut, die seine Form ungleichmäßig machten.
Etwa 490 m westlich liegt das Kammergrab von Stiaraval.